# Rhaphidophora waria
Rhaphidophora waria — вид квіткових рослин із родини Araceae, роду Rhaphidophora. Ця ліана, рідним ареалом цього виду є Нова Гвінея.